# Ophiocoma dentata
Ophiocoma dentata är en ormstjärneart som beskrevs av Müller och Franz Hermann Troschel 1842. Ophiocoma dentata ingår i släktet Ophiocoma och familjen Ophiocomidae. Inga underarter finns listade i Catalogue of Life.